# Jászsági-főcsatorna
A Jászsági-főcsatorna a Hevesi-síkon ered, az Alföld északi részén, Heves vármegyében. A főcsatorna a tiszasülyi Tisza-holtágba torkollik.
A főcsatornába torkollik a Hanyi-ér, Saj-foki-főcsatorna és a Tiszasülyi-főcsatorna. 

## Története
A Jászsági főcsatorna a Tiszai vízlépcső megépítésvel párhuzamosan, azzal összefüggésben épült 1967-77 között. A cél a terület vízgazdálkodásának szolgálata volt. A Jászság egyébiránt ma is aszályos területnek tekinthető.
2018-ban egy nagyszabású bővítésbe kezdtek, mellyel a tervek szerint 62 cm vízszintemelkedés érhető el, ezáltal pedig csökkenthető a mezőgazdaságban fellépő aszálykár.

## Partmenti települések
- Kisköre
- Tiszasüly